# Красноярский сельсовет (Поспелихинский район)
Красноярский сельсовет — муниципальное образование со статусом сельского поселения и административно-территориальное образование в Поспелихинском районе Алтайского края России. Административный центр — село Красноярское.

## Демография
По результатам Всероссийской переписи населения 2010 года, численность населения муниципального образования составила 1060 человек, в том числе 507 мужчин и 553 женщины. Оценка Росстата на 1 января 2012 года — 1029 человек.

## Населённые пункты
В состав сельского поселения входит 3 населённых пункта:
- село Красноярское,
- посёлок Новый Мир,
- село Поломошное.